# Індійська тема
Індійська тема — тема в шаховій композиції. Суть теми — маневр фігур, який включає в себе: критичний хід лінійної фігури, перекриття на критичному полі з метою усунення пату чорному королю й утворення батареї, і на матуючому ході гра батареї.

## Історія
Виникненню теми посприяла Індійська задача, яку прислав у 1845 році з Індії для публікації в європейських шахових журналах капелан Генрі Ловдей (03.08.1815 — 09.01.1848). Він вважається англійським і індійським шаховим композитором.
Розв'язком задачі був маневр білих фігур — спочатку білий слон робить по лінії критичний хід, наступним ходом біла тура ходить на критичне поле й виключає свого слона з лінії, по якій він ходив — в результаті цього усувається патовий стан чорного короля, оскільки після перекриття слона турою з'являється вільне поле для чорного короля. Після ходу короля чорних утворюється біла батарея, яка в наступному ході грає. Цей маневр білих фігур дістав назву — індійський. В наступному, 1846 році Генрі Ловдей надрукував задачу з індійським маневром, в якому білі тура і слон грають іншим чином — тепер перекривається слоном на критичному полі біла тура і також створюється батарея.
Після публікації Г. Ловдея шахові композитори створили ряд задач й з іншими фігурами на даний маневр, який дістав назву  — індійська тема.
|   | a | b | c | d | e | f | g | h |   |
| 8 | b8 білий король · d8 чорний король · d7 чорний слон · g7 білий кінь · d6 біла тура · f6 білий пішак · h6 білий слон · g5 чорний пішак · g3 білий пішак | b8 білий король · d8 чорний король · d7 чорний слон · g7 білий кінь · d6 біла тура · f6 білий пішак · h6 білий слон · g5 чорний пішак · g3 білий пішак | b8 білий король · d8 чорний король · d7 чорний слон · g7 білий кінь · d6 біла тура · f6 білий пішак · h6 білий слон · g5 чорний пішак · g3 білий пішак | b8 білий король · d8 чорний король · d7 чорний слон · g7 білий кінь · d6 біла тура · f6 білий пішак · h6 білий слон · g5 чорний пішак · g3 білий пішак | b8 білий король · d8 чорний король · d7 чорний слон · g7 білий кінь · d6 біла тура · f6 білий пішак · h6 білий слон · g5 чорний пішак · g3 білий пішак | b8 білий король · d8 чорний король · d7 чорний слон · g7 білий кінь · d6 біла тура · f6 білий пішак · h6 білий слон · g5 чорний пішак · g3 білий пішак | b8 білий король · d8 чорний король · d7 чорний слон · g7 білий кінь · d6 біла тура · f6 білий пішак · h6 білий слон · g5 чорний пішак · g3 білий пішак | b8 білий король · d8 чорний король · d7 чорний слон · g7 білий кінь · d6 біла тура · f6 білий пішак · h6 білий слон · g5 чорний пішак · g3 білий пішак | 8 |
| 7 | b8 білий король · d8 чорний король · d7 чорний слон · g7 білий кінь · d6 біла тура · f6 білий пішак · h6 білий слон · g5 чорний пішак · g3 білий пішак | b8 білий король · d8 чорний король · d7 чорний слон · g7 білий кінь · d6 біла тура · f6 білий пішак · h6 білий слон · g5 чорний пішак · g3 білий пішак | b8 білий король · d8 чорний король · d7 чорний слон · g7 білий кінь · d6 біла тура · f6 білий пішак · h6 білий слон · g5 чорний пішак · g3 білий пішак | b8 білий король · d8 чорний король · d7 чорний слон · g7 білий кінь · d6 біла тура · f6 білий пішак · h6 білий слон · g5 чорний пішак · g3 білий пішак | b8 білий король · d8 чорний король · d7 чорний слон · g7 білий кінь · d6 біла тура · f6 білий пішак · h6 білий слон · g5 чорний пішак · g3 білий пішак | b8 білий король · d8 чорний король · d7 чорний слон · g7 білий кінь · d6 біла тура · f6 білий пішак · h6 білий слон · g5 чорний пішак · g3 білий пішак | b8 білий король · d8 чорний король · d7 чорний слон · g7 білий кінь · d6 біла тура · f6 білий пішак · h6 білий слон · g5 чорний пішак · g3 білий пішак | b8 білий король · d8 чорний король · d7 чорний слон · g7 білий кінь · d6 біла тура · f6 білий пішак · h6 білий слон · g5 чорний пішак · g3 білий пішак | 7 |
| 6 | b8 білий король · d8 чорний король · d7 чорний слон · g7 білий кінь · d6 біла тура · f6 білий пішак · h6 білий слон · g5 чорний пішак · g3 білий пішак | b8 білий король · d8 чорний король · d7 чорний слон · g7 білий кінь · d6 біла тура · f6 білий пішак · h6 білий слон · g5 чорний пішак · g3 білий пішак | b8 білий король · d8 чорний король · d7 чорний слон · g7 білий кінь · d6 біла тура · f6 білий пішак · h6 білий слон · g5 чорний пішак · g3 білий пішак | b8 білий король · d8 чорний король · d7 чорний слон · g7 білий кінь · d6 біла тура · f6 білий пішак · h6 білий слон · g5 чорний пішак · g3 білий пішак | b8 білий король · d8 чорний король · d7 чорний слон · g7 білий кінь · d6 біла тура · f6 білий пішак · h6 білий слон · g5 чорний пішак · g3 білий пішак | b8 білий король · d8 чорний король · d7 чорний слон · g7 білий кінь · d6 біла тура · f6 білий пішак · h6 білий слон · g5 чорний пішак · g3 білий пішак | b8 білий король · d8 чорний король · d7 чорний слон · g7 білий кінь · d6 біла тура · f6 білий пішак · h6 білий слон · g5 чорний пішак · g3 білий пішак | b8 білий король · d8 чорний король · d7 чорний слон · g7 білий кінь · d6 біла тура · f6 білий пішак · h6 білий слон · g5 чорний пішак · g3 білий пішак | 6 |
| 5 | b8 білий король · d8 чорний король · d7 чорний слон · g7 білий кінь · d6 біла тура · f6 білий пішак · h6 білий слон · g5 чорний пішак · g3 білий пішак | b8 білий король · d8 чорний король · d7 чорний слон · g7 білий кінь · d6 біла тура · f6 білий пішак · h6 білий слон · g5 чорний пішак · g3 білий пішак | b8 білий король · d8 чорний король · d7 чорний слон · g7 білий кінь · d6 біла тура · f6 білий пішак · h6 білий слон · g5 чорний пішак · g3 білий пішак | b8 білий король · d8 чорний король · d7 чорний слон · g7 білий кінь · d6 біла тура · f6 білий пішак · h6 білий слон · g5 чорний пішак · g3 білий пішак | b8 білий король · d8 чорний король · d7 чорний слон · g7 білий кінь · d6 біла тура · f6 білий пішак · h6 білий слон · g5 чорний пішак · g3 білий пішак | b8 білий король · d8 чорний король · d7 чорний слон · g7 білий кінь · d6 біла тура · f6 білий пішак · h6 білий слон · g5 чорний пішак · g3 білий пішак | b8 білий король · d8 чорний король · d7 чорний слон · g7 білий кінь · d6 біла тура · f6 білий пішак · h6 білий слон · g5 чорний пішак · g3 білий пішак | b8 білий король · d8 чорний король · d7 чорний слон · g7 білий кінь · d6 біла тура · f6 білий пішак · h6 білий слон · g5 чорний пішак · g3 білий пішак | 5 |
| 4 | b8 білий король · d8 чорний король · d7 чорний слон · g7 білий кінь · d6 біла тура · f6 білий пішак · h6 білий слон · g5 чорний пішак · g3 білий пішак | b8 білий король · d8 чорний король · d7 чорний слон · g7 білий кінь · d6 біла тура · f6 білий пішак · h6 білий слон · g5 чорний пішак · g3 білий пішак | b8 білий король · d8 чорний король · d7 чорний слон · g7 білий кінь · d6 біла тура · f6 білий пішак · h6 білий слон · g5 чорний пішак · g3 білий пішак | b8 білий король · d8 чорний король · d7 чорний слон · g7 білий кінь · d6 біла тура · f6 білий пішак · h6 білий слон · g5 чорний пішак · g3 білий пішак | b8 білий король · d8 чорний король · d7 чорний слон · g7 білий кінь · d6 біла тура · f6 білий пішак · h6 білий слон · g5 чорний пішак · g3 білий пішак | b8 білий король · d8 чорний король · d7 чорний слон · g7 білий кінь · d6 біла тура · f6 білий пішак · h6 білий слон · g5 чорний пішак · g3 білий пішак | b8 білий король · d8 чорний король · d7 чорний слон · g7 білий кінь · d6 біла тура · f6 білий пішак · h6 білий слон · g5 чорний пішак · g3 білий пішак | b8 білий король · d8 чорний король · d7 чорний слон · g7 білий кінь · d6 біла тура · f6 білий пішак · h6 білий слон · g5 чорний пішак · g3 білий пішак | 4 |
| 3 | b8 білий король · d8 чорний король · d7 чорний слон · g7 білий кінь · d6 біла тура · f6 білий пішак · h6 білий слон · g5 чорний пішак · g3 білий пішак | b8 білий король · d8 чорний король · d7 чорний слон · g7 білий кінь · d6 біла тура · f6 білий пішак · h6 білий слон · g5 чорний пішак · g3 білий пішак | b8 білий король · d8 чорний король · d7 чорний слон · g7 білий кінь · d6 біла тура · f6 білий пішак · h6 білий слон · g5 чорний пішак · g3 білий пішак | b8 білий король · d8 чорний король · d7 чорний слон · g7 білий кінь · d6 біла тура · f6 білий пішак · h6 білий слон · g5 чорний пішак · g3 білий пішак | b8 білий король · d8 чорний король · d7 чорний слон · g7 білий кінь · d6 біла тура · f6 білий пішак · h6 білий слон · g5 чорний пішак · g3 білий пішак | b8 білий король · d8 чорний король · d7 чорний слон · g7 білий кінь · d6 біла тура · f6 білий пішак · h6 білий слон · g5 чорний пішак · g3 білий пішак | b8 білий король · d8 чорний король · d7 чорний слон · g7 білий кінь · d6 біла тура · f6 білий пішак · h6 білий слон · g5 чорний пішак · g3 білий пішак | b8 білий король · d8 чорний король · d7 чорний слон · g7 білий кінь · d6 біла тура · f6 білий пішак · h6 білий слон · g5 чорний пішак · g3 білий пішак | 3 |
| 2 | b8 білий король · d8 чорний король · d7 чорний слон · g7 білий кінь · d6 біла тура · f6 білий пішак · h6 білий слон · g5 чорний пішак · g3 білий пішак | b8 білий король · d8 чорний король · d7 чорний слон · g7 білий кінь · d6 біла тура · f6 білий пішак · h6 білий слон · g5 чорний пішак · g3 білий пішак | b8 білий король · d8 чорний король · d7 чорний слон · g7 білий кінь · d6 біла тура · f6 білий пішак · h6 білий слон · g5 чорний пішак · g3 білий пішак | b8 білий король · d8 чорний король · d7 чорний слон · g7 білий кінь · d6 біла тура · f6 білий пішак · h6 білий слон · g5 чорний пішак · g3 білий пішак | b8 білий король · d8 чорний король · d7 чорний слон · g7 білий кінь · d6 біла тура · f6 білий пішак · h6 білий слон · g5 чорний пішак · g3 білий пішак | b8 білий король · d8 чорний король · d7 чорний слон · g7 білий кінь · d6 біла тура · f6 білий пішак · h6 білий слон · g5 чорний пішак · g3 білий пішак | b8 білий король · d8 чорний король · d7 чорний слон · g7 білий кінь · d6 біла тура · f6 білий пішак · h6 білий слон · g5 чорний пішак · g3 білий пішак | b8 білий король · d8 чорний король · d7 чорний слон · g7 білий кінь · d6 біла тура · f6 білий пішак · h6 білий слон · g5 чорний пішак · g3 білий пішак | 2 |
| 1 | b8 білий король · d8 чорний король · d7 чорний слон · g7 білий кінь · d6 біла тура · f6 білий пішак · h6 білий слон · g5 чорний пішак · g3 білий пішак | b8 білий король · d8 чорний король · d7 чорний слон · g7 білий кінь · d6 біла тура · f6 білий пішак · h6 білий слон · g5 чорний пішак · g3 білий пішак | b8 білий король · d8 чорний король · d7 чорний слон · g7 білий кінь · d6 біла тура · f6 білий пішак · h6 білий слон · g5 чорний пішак · g3 білий пішак | b8 білий король · d8 чорний король · d7 чорний слон · g7 білий кінь · d6 біла тура · f6 білий пішак · h6 білий слон · g5 чорний пішак · g3 білий пішак | b8 білий король · d8 чорний король · d7 чорний слон · g7 білий кінь · d6 біла тура · f6 білий пішак · h6 білий слон · g5 чорний пішак · g3 білий пішак | b8 білий король · d8 чорний король · d7 чорний слон · g7 білий кінь · d6 біла тура · f6 білий пішак · h6 білий слон · g5 чорний пішак · g3 білий пішак | b8 білий король · d8 чорний король · d7 чорний слон · g7 білий кінь · d6 біла тура · f6 білий пішак · h6 білий слон · g5 чорний пішак · g3 білий пішак | b8 білий король · d8 чорний король · d7 чорний слон · g7 білий кінь · d6 біла тура · f6 білий пішак · h6 білий слон · g5 чорний пішак · g3 білий пішак | 1 |
|   | a | b | c | d | e | f | g | h |   |

FEN: 1K1k4/3b2N1/3R1P1B/6p1/8/6P1/8/8

1. Rd1! ~ Zz
1. ... g4 2. Bd2 ~ 3. Ba5#
Біла тура проходить через критичне поле «d2», наступним кроком білих є хід слона на це поле «d2» і при наступному будь-якому ході чорного слона створюється біла батарея, яка наступним ходом зіграє.
|   | a | b | c | d | e | f | g | h |   |
| 8 | c5 чорний король · f5 білий кінь · d4 чорний ферзь · e4 чорний кінь · e3 чорний кінь · e2 білий король · a1 білий слон | c5 чорний король · f5 білий кінь · d4 чорний ферзь · e4 чорний кінь · e3 чорний кінь · e2 білий король · a1 білий слон | c5 чорний король · f5 білий кінь · d4 чорний ферзь · e4 чорний кінь · e3 чорний кінь · e2 білий король · a1 білий слон | c5 чорний король · f5 білий кінь · d4 чорний ферзь · e4 чорний кінь · e3 чорний кінь · e2 білий король · a1 білий слон | c5 чорний король · f5 білий кінь · d4 чорний ферзь · e4 чорний кінь · e3 чорний кінь · e2 білий король · a1 білий слон | c5 чорний король · f5 білий кінь · d4 чорний ферзь · e4 чорний кінь · e3 чорний кінь · e2 білий король · a1 білий слон | c5 чорний король · f5 білий кінь · d4 чорний ферзь · e4 чорний кінь · e3 чорний кінь · e2 білий король · a1 білий слон | c5 чорний король · f5 білий кінь · d4 чорний ферзь · e4 чорний кінь · e3 чорний кінь · e2 білий король · a1 білий слон | 8 |
| 7 | c5 чорний король · f5 білий кінь · d4 чорний ферзь · e4 чорний кінь · e3 чорний кінь · e2 білий король · a1 білий слон | c5 чорний король · f5 білий кінь · d4 чорний ферзь · e4 чорний кінь · e3 чорний кінь · e2 білий король · a1 білий слон | c5 чорний король · f5 білий кінь · d4 чорний ферзь · e4 чорний кінь · e3 чорний кінь · e2 білий король · a1 білий слон | c5 чорний король · f5 білий кінь · d4 чорний ферзь · e4 чорний кінь · e3 чорний кінь · e2 білий король · a1 білий слон | c5 чорний король · f5 білий кінь · d4 чорний ферзь · e4 чорний кінь · e3 чорний кінь · e2 білий король · a1 білий слон | c5 чорний король · f5 білий кінь · d4 чорний ферзь · e4 чорний кінь · e3 чорний кінь · e2 білий король · a1 білий слон | c5 чорний король · f5 білий кінь · d4 чорний ферзь · e4 чорний кінь · e3 чорний кінь · e2 білий король · a1 білий слон | c5 чорний король · f5 білий кінь · d4 чорний ферзь · e4 чорний кінь · e3 чорний кінь · e2 білий король · a1 білий слон | 7 |
| 6 | c5 чорний король · f5 білий кінь · d4 чорний ферзь · e4 чорний кінь · e3 чорний кінь · e2 білий король · a1 білий слон | c5 чорний король · f5 білий кінь · d4 чорний ферзь · e4 чорний кінь · e3 чорний кінь · e2 білий король · a1 білий слон | c5 чорний король · f5 білий кінь · d4 чорний ферзь · e4 чорний кінь · e3 чорний кінь · e2 білий король · a1 білий слон | c5 чорний король · f5 білий кінь · d4 чорний ферзь · e4 чорний кінь · e3 чорний кінь · e2 білий король · a1 білий слон | c5 чорний король · f5 білий кінь · d4 чорний ферзь · e4 чорний кінь · e3 чорний кінь · e2 білий король · a1 білий слон | c5 чорний король · f5 білий кінь · d4 чорний ферзь · e4 чорний кінь · e3 чорний кінь · e2 білий король · a1 білий слон | c5 чорний король · f5 білий кінь · d4 чорний ферзь · e4 чорний кінь · e3 чорний кінь · e2 білий король · a1 білий слон | c5 чорний король · f5 білий кінь · d4 чорний ферзь · e4 чорний кінь · e3 чорний кінь · e2 білий король · a1 білий слон | 6 |
| 5 | c5 чорний король · f5 білий кінь · d4 чорний ферзь · e4 чорний кінь · e3 чорний кінь · e2 білий король · a1 білий слон | c5 чорний король · f5 білий кінь · d4 чорний ферзь · e4 чорний кінь · e3 чорний кінь · e2 білий король · a1 білий слон | c5 чорний король · f5 білий кінь · d4 чорний ферзь · e4 чорний кінь · e3 чорний кінь · e2 білий король · a1 білий слон | c5 чорний король · f5 білий кінь · d4 чорний ферзь · e4 чорний кінь · e3 чорний кінь · e2 білий король · a1 білий слон | c5 чорний король · f5 білий кінь · d4 чорний ферзь · e4 чорний кінь · e3 чорний кінь · e2 білий король · a1 білий слон | c5 чорний король · f5 білий кінь · d4 чорний ферзь · e4 чорний кінь · e3 чорний кінь · e2 білий король · a1 білий слон | c5 чорний король · f5 білий кінь · d4 чорний ферзь · e4 чорний кінь · e3 чорний кінь · e2 білий король · a1 білий слон | c5 чорний король · f5 білий кінь · d4 чорний ферзь · e4 чорний кінь · e3 чорний кінь · e2 білий король · a1 білий слон | 5 |
| 4 | c5 чорний король · f5 білий кінь · d4 чорний ферзь · e4 чорний кінь · e3 чорний кінь · e2 білий король · a1 білий слон | c5 чорний король · f5 білий кінь · d4 чорний ферзь · e4 чорний кінь · e3 чорний кінь · e2 білий король · a1 білий слон | c5 чорний король · f5 білий кінь · d4 чорний ферзь · e4 чорний кінь · e3 чорний кінь · e2 білий король · a1 білий слон | c5 чорний король · f5 білий кінь · d4 чорний ферзь · e4 чорний кінь · e3 чорний кінь · e2 білий король · a1 білий слон | c5 чорний король · f5 білий кінь · d4 чорний ферзь · e4 чорний кінь · e3 чорний кінь · e2 білий король · a1 білий слон | c5 чорний король · f5 білий кінь · d4 чорний ферзь · e4 чорний кінь · e3 чорний кінь · e2 білий король · a1 білий слон | c5 чорний король · f5 білий кінь · d4 чорний ферзь · e4 чорний кінь · e3 чорний кінь · e2 білий король · a1 білий слон | c5 чорний король · f5 білий кінь · d4 чорний ферзь · e4 чорний кінь · e3 чорний кінь · e2 білий король · a1 білий слон | 4 |
| 3 | c5 чорний король · f5 білий кінь · d4 чорний ферзь · e4 чорний кінь · e3 чорний кінь · e2 білий король · a1 білий слон | c5 чорний король · f5 білий кінь · d4 чорний ферзь · e4 чорний кінь · e3 чорний кінь · e2 білий король · a1 білий слон | c5 чорний король · f5 білий кінь · d4 чорний ферзь · e4 чорний кінь · e3 чорний кінь · e2 білий король · a1 білий слон | c5 чорний король · f5 білий кінь · d4 чорний ферзь · e4 чорний кінь · e3 чорний кінь · e2 білий король · a1 білий слон | c5 чорний король · f5 білий кінь · d4 чорний ферзь · e4 чорний кінь · e3 чорний кінь · e2 білий король · a1 білий слон | c5 чорний король · f5 білий кінь · d4 чорний ферзь · e4 чорний кінь · e3 чорний кінь · e2 білий король · a1 білий слон | c5 чорний король · f5 білий кінь · d4 чорний ферзь · e4 чорний кінь · e3 чорний кінь · e2 білий король · a1 білий слон | c5 чорний король · f5 білий кінь · d4 чорний ферзь · e4 чорний кінь · e3 чорний кінь · e2 білий король · a1 білий слон | 3 |
| 2 | c5 чорний король · f5 білий кінь · d4 чорний ферзь · e4 чорний кінь · e3 чорний кінь · e2 білий король · a1 білий слон | c5 чорний король · f5 білий кінь · d4 чорний ферзь · e4 чорний кінь · e3 чорний кінь · e2 білий король · a1 білий слон | c5 чорний король · f5 білий кінь · d4 чорний ферзь · e4 чорний кінь · e3 чорний кінь · e2 білий король · a1 білий слон | c5 чорний король · f5 білий кінь · d4 чорний ферзь · e4 чорний кінь · e3 чорний кінь · e2 білий король · a1 білий слон | c5 чорний король · f5 білий кінь · d4 чорний ферзь · e4 чорний кінь · e3 чорний кінь · e2 білий король · a1 білий слон | c5 чорний король · f5 білий кінь · d4 чорний ферзь · e4 чорний кінь · e3 чорний кінь · e2 білий король · a1 білий слон | c5 чорний король · f5 білий кінь · d4 чорний ферзь · e4 чорний кінь · e3 чорний кінь · e2 білий король · a1 білий слон | c5 чорний король · f5 білий кінь · d4 чорний ферзь · e4 чорний кінь · e3 чорний кінь · e2 білий король · a1 білий слон | 2 |
| 1 | c5 чорний король · f5 білий кінь · d4 чорний ферзь · e4 чорний кінь · e3 чорний кінь · e2 білий король · a1 білий слон | c5 чорний король · f5 білий кінь · d4 чорний ферзь · e4 чорний кінь · e3 чорний кінь · e2 білий король · a1 білий слон | c5 чорний король · f5 білий кінь · d4 чорний ферзь · e4 чорний кінь · e3 чорний кінь · e2 білий король · a1 білий слон | c5 чорний король · f5 білий кінь · d4 чорний ферзь · e4 чорний кінь · e3 чорний кінь · e2 білий король · a1 білий слон | c5 чорний король · f5 білий кінь · d4 чорний ферзь · e4 чорний кінь · e3 чорний кінь · e2 білий король · a1 білий слон | c5 чорний король · f5 білий кінь · d4 чорний ферзь · e4 чорний кінь · e3 чорний кінь · e2 білий король · a1 білий слон | c5 чорний король · f5 білий кінь · d4 чорний ферзь · e4 чорний кінь · e3 чорний кінь · e2 білий король · a1 білий слон | c5 чорний король · f5 білий кінь · d4 чорний ферзь · e4 чорний кінь · e3 чорний кінь · e2 білий король · a1 білий слон | 1 |
|   | a | b | c | d | e | f | g | h |   |

FEN: 8/8/8/2k2N2/3qn3/4n3/4K3/B7
 
1.Qd5 Bh8 2.Sc4 Sg7 3.Kd4 Se6# (IM)
Білий слон, після включення чорним ферзем, проходить через критичне поле «g7», наступним ходом білий кінь перекриває слона, чорний король іде на діагональ «a1—h8» створюється батарея, наступним ходом білі оголошують батарейний мат.